# Гросензе (Гольштейн)
Гросензе (нем. Großensee) — община в Германии, в земле Шлезвиг-Гольштейн. 
Входит в состав района Штормарн. Подчиняется управлению Триттау.  Население составляет 1740 человек (на 31 декабря 2010 года). Занимает площадь 12,08 км².